# マダム・セクレタリーの登場人物
マダム・セクレタリーの登場人物(en:List of Madam Secretary characters)では、米国で制作された海外ドラマ『マダム・セクレタリー』に登場する人物について解説する。

## メイン
エリザベス・マッコード
演 - ティア・レオーニ
アメリカ合衆国国務長官。中央情報局で働いていた。
ヘンリー・マッコード
演 - ティム・デイリー
エリザベスの夫。宗教学者。アメリカ国家安全保障局で働いていた。
コンラッド･ダルトン
演 -キース・キャラダイン
アメリカ合衆国大統領。エリザベスのかつての上司。
ブレイク・モラン
演 -エリック・バーゲン
エリザベスの部下。
デイジー
演 - パティーナ・ミラー
報道官。
マット
演 - ジェフリー・エアンド
スピーチライター。
ジェイ
演 - セバスチャン・アーセラス
上級政策顧問。
ステファニー・マッコード
演 - ウォリス・カリー＝ウッド
エリザベスの娘。愛称はスティーヴィー。
アリソン・マッコード
演 - キャサリン・ヘルツァー
エリザベスの娘。
ジェイソン・マッコード
演 - エヴァン・ロー
エリザベスの息子。
ラッセル･ジャクソン
演 - ジェリコ・イヴァネク
アメリカ合衆国大統領首席補佐官。
ナディーン
演 - ビービー・ニューワース
国務長官首席補佐官。

## リカーリング
ヴィンセント・マーシュ
前の国務長官。

## その他
オストロフ
ロシアの大統領。